# Maciej Poros
Tomasz Maciej Poros (ur. 3 lipca 1935 w Częstochowie, zm. 12 kwietnia 2005 tamże) – polski radca prawny i działacz społeczny związany z Częstochową, członek Trybunału Stanu (1985–1989). 

## Życiorys
W 1957 ukończył studia prawnicze na Uniwersytecie Jagiellońskim. W latach 1958–1968 zatrudniony jako prokurator w Prokuraturze Rejonowej w Częstochowie, następnie był radcą prawnym w Zakładach Przemysłu Lniarskiego "Vigolen" w Częstochowie. W latach 70. wykładał w oddziale częstochowskim Towarzystwa Wiedzy Powszechnej. Działał społecznie, będąc wiceprezesem Automobilklubu Częstochowskiego (1970–1978). Od 1960 członek SD, w 1981 stanął na czele Centralnego Sądu Partyjnego. W 1985 z rekomendacji partyjnej objął obowiązki członka Trybunału Stanu. W wyborach 1989 bez powodzenia ubiegał się o mandat senatorski w województwie częstochowskim. 
Odznaczony Krzyżem Kawalerskim Orderu Odrodzenia Polski, Złotym Krzyżem Zasługi oraz Odznaką Zasłużonego Działacza Zrzeszenia Prawników Polskich. 